# آماگو کاتسوهیسا
آماگو کاتسوهیسا (به ژاپنی: 尼子 勝久 Amago Katsuhisa); ۱ ژانویهٔ ۱۵۵۳ – ۶ اوت ۱۵۷۸) سامورایی اهل ژاپن بود.